# Kamisunagawa, Hokkaidō
Kamisunagawa (上砂川町 Kamisunagawa-chō) là thị trấn thuộc huyện Sorachi, phó tỉnh Sorachi, Hokkaidō, Nhật Bản. Tính đến ngày 1 tháng 10 năm 2020, dân số ước tính thị trấn là 2.841 người và mật độ dân số là 17 người/km2. Tổng diện tích thị trấn là 39,91 km2